# Max Charbit

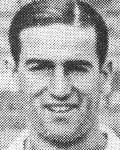
Charbit

Max Nessim Charbit (* 17. Juni 1908 in Saint-Denis-du-Sig, Algerien; † 14. Februar 2001 in Manosque) war ein französischer Fußballspieler.

## Vereinskarriere
Der 175 Zentimeter große Mittelfeldspieler Charbit wurde in der französischen Kolonie Algerien geboren und lebte im Jugendalter im benachbarten Marokko, das ebenfalls unter französischer Herrschaft stand. Dort lief er zunächst für einen Klub namens Stade marocain aus Rabat auf, bis er 1923 zum Stadtrivalen Olympique Rabat wechselte. Diesem blieb er bis ins junge Erwachsenenalter hinein treu, ehe er 1930 zum Stade marocain zurückkehrte. Er ging anschließend ins französische Mutterland und wurde im Januar 1932 in die Reserve von Olympique Marseille aufgenommen, womit er einem national erfolgreichen Verein angehörte. Dieser qualifizierte sich für die Division 1, die im Sommer 1932 als landesweite erste Liga geschaffen wurde und den Profifußball in Frankreich begründete. Zur selben Zeit rückte Charbit in die erste Mannschaft auf und stand auf dem Platz, als Marseille am 11. September 1932 bei einem 2:1-Sieg gegen Olympique Lille seine erste Partie in der neuen Spielklasse bestritt; damit hatte er sein Profidebüt erreicht. In der Folgezeit konnte der damals 24-Jährige in einer Zeit, zu der Ein- und Auswechslungen noch nicht möglich waren, seinen Stammplatz behaupten und gehörte einer der erfolgreichsten Mannschaften der Liga an. Dieser gelang der Sprung ins nationale Pokalfinale 1934 und Charbit stand auf dem Platz, als durch eine 1:2-Niederlage gegen den FC Sète ein möglicher Titelgewinn verpasst wurde. Zu Beginn der Spielzeit 1934/35 wurde ihm bei Marseille das Amt des Mannschaftskapitäns übertragen. In dieser Funktion führte er die Elf ins Pokalendspiel 1935 und konnte im zweiten Versuch durch einen 3:0-Erfolg gegen Stade Rennes die Trophäe gewinnen. 
Direkt im Anschluss an den Pokalsieg 1935 kehrte er Marseille den Rücken und unterschrieb beim Zweitligisten AS Saint-Étienne. Bei Saint-Étienne war er zunächst unumstrittener Leistungsträger in einer Mannschaft, die um den Aufstieg in die Eliteklasse kämpfte, diesen aber sowohl 1936 als auch 1937 knapp verpasste. Im Verlauf der Saison 1937/38 wurde der Spieler zunehmend aus der ersten Elf verdrängt, doch konnte er am Ende der Spielzeit den Aufstieg in die erste Liga feiern. Dort kam er jedoch nicht mehr über sporadische Einsätze hinaus, während seine Teamkollegen sich als Aufsteiger gleich unter den Spitzenmannschaften in der Tabelle festsetzten. Der Beginn des Zweiten Weltkriegs im Jahr 1939 brachte die Einstellung des regulären Spielbetriebs mit sich und bedeutete für den damals 31-Jährigen Charbit nach 72 Erstligapartien mit einem Tor und 79 Zweitligapartien ohne Treffer seine Profilaufbahn. 
Nach dem Ende seiner Laufbahn im bezahlten Fußball widmete sich Charbit dem Amateursport und war während des Krieges als Spielertrainer für einen Verein aus dem burgundischen Imphy tätig. Ab 1950 trug er das Trikot eines Klubs aus Manosque und kehrte 1950 für eine kurze Zeit nach Marseille zurück, wo er im Kader der zweiten Mannschaft stand. Wenige Monate später ging er wieder nach Manosque und blieb dort, bis er 1951 im Alter von 43 Jahren das Fußballspielen endgültig aufgab. In dem Ort Manosque hatte er gleichzeitig eine neue Heimat gefunden und lebte dort, bis er 2001 mit 92 Jahren starb.

## Nationalmannschaft
Charbit war 25 Jahre alt, als er am 11. März 1934 bei einer 0:1-Niederlage in einem Freundschaftsspiel gegen die Schweiz erstmals das Trikot der französischen Nationalmannschaft tragen durfte. In der Folgezeit wurde er zwar weitere Male in den Kreis der Nationalelf berufen, stand jedoch nicht im Aufgebot zur Weltmeisterschaft 1934. Am 19. Mai 1935 absolvierte er bei einem 2:0-Sieg gegen Ungarn sein insgesamt viertes und zugleich letztes Länderspiel.